# Ainur
Els Ainur (del valarín Ayanûz; singular Ainu) són una raça fictícia de l'univers de J.R.R. Tolkien,
Els Ainur són esperits emmanats per l'Ilúvatar per ajudar-lo a crear l'univers, Eä, a través de la Música dels Ainur. Després de la creació d'Arda, molts dels Ainur van treballar per guiar i ordenar el seu creixement. D'aquests n'hi va haver quinze que es van fer més poderosos que els altres. Catorze van esdevenir els Vàlar. El quinzè, Mélkor, originàriament es considerava com un Vala, però va acabar convertint-se en el primer Senyor Fosc. Els Ainur menors que van acompanyar els Vàlar a Arda són coneguts com els Maiar.